# Razundara Tjikuzu
Razundara Tjikuzu (Swakopmund, 12 dicembre 1979) è un ex calciatore namibiano, di ruolo centrocampista.

## Palmarès

### Club

#### Competizioni nazionali
- Coppa di Germania: 1

Werder Brema: 1998-1999
- Coppa di Turchia: 1

Trabzonspor: 2009-2010

#### Competizioni internazionali
- Coppa Intertoto UEFA: 1

Werder Bema: 1998